# Shuya Nanahara
Shuya Nanahara (七原秋也 Nanahara Shūya) is een personage uit de film Battle Royale. Hij was een van de belangrijkste personen uit de film en werd gespeeld door acteur Tatsuya Fujiwara.

## Achtergrond
Shuya is erg emotioneel en vertrouwt mensen snel. Hij vrolijkt mensen snel op en was bij bijna iedereen uit zijn klas geliefd.
Shuya is een wees en woont in een rooms-katholiek weeshuis. In het boek, film en manga wordt gezegd dat dit om redenen gebeurd die alle drie van elkaar verschillen. In het boek kwamen zijn ouders om bij een auto-ongeluk, in de film verliet zijn moeder hem en pleegde zijn vader zelfmoord en in de manga versie werd zijn vader vermoord door de regering en stierf zijn moeder aan aids. In het weeshuis werd hij goede vrienden met Yoshitoki Kuninobu.
Het is bekend dat Shuya in het verleden nare dingen heeft meegemaakt. Hij is echter dol op sporten. Hij houdt van basketbal, honkbal en football. Hij leert gitaar spelen wanneer hij in het weeshuis woont en wil later een rockster worden. In het boek wordt verteld dat Shuya zijn gitaar kreeg van een klusjesman.

## Battle Royale
Hij krijgt tijdens de Battle Royale een mes en vertelt aan Noriko Nakagawa dat hij op haar wacht. Yoshitoki werd al snel vermoord door de leraar zelf en daarom is Shuya alleen maar bezig met proberen te ontsnappen, in plaats van te moorden.
Gelijk als hij buiten komt, treft hij een vermoorde Mayumi Tendo aan. Gelijk mikt Yoshio Akamatsu op hem met zijn kruisboog, maar mist hem. Hij redt ook Noriko van hem en samen vluchten ze. Sindsdien vertrouwen ze elkaar en blijven ook bij elkaar.
Wanneer Noriko ernstig ziek wordt van haar verwondingen, brengt Shuya haar naar Shogo Kawada. Hij helpt haar en wordt ook een vertrouwde.
Shuya wordt meerde keren bijna vermoord:
- Tatsumichi Oki probeert hem te vermoorden, waardoor Shuya hem per ongeluk doodt uit zelfverdediging.
- Kyoichi Motobuchi probeert Shuya neer te schieten, maar wordt vermoord door Shogo voordat hij de kans heeft.
- Hij komt tussen een gevecht met Kaori Minami en Hirono Shimizu. Kaori probeert daarom Shuya te vermoorden, maar wordt wederom gered door Shogo.

Wanneer Shuya, Noriko en Shogo in het ziekenverblijf zijn, worden ze aangevallen door maniak Kazuo Kiriyama. Ze verspreiden en Shuya is een nacht alleen, nadat hij als enige ontsnapt van Kazuo. Hiroki Sugimura treft hem aan en brengt hem naar de vuurtoren, waar een groep meiden onder leiding van Yukie Utsumi verblijven. Hier wordt er voor hem gezorgd.
Yuko Sakaki is erbij wanneer Shuya per ongeluk Tatsumichi vermoordt en is bang van hem. Daarom probeert ze hem te vergiftigen via een kom soep, maar het is Yuka Nakagawa die de soep opeet en overlijdt. Hierdoor denkt Satomi Noda dat iemand Yuka wilde vermoorden en dus een verrader onder hen is. Daarom vermoordt ze alle aanwezigen in die kamer, op Yuko na. Zij beseft dat dit haar schuld was en pleegt zelfmoord. Shuya was op dat moment in een andere kamer.
Daarna treft hij Noriko en Shogo weer aan en met zijn drieën komen ze ook Kazuo weer tegen. Hij is echter erg verzwakt en blind, en Shogo weet hem te vermoorden. Ze zijn hierna de drie enige overlevenden, en Shogo doet alsof hij Noriko en Shuya heeft vermoord en gaat naar de leraar. Dit blijkt een list te zijn en met zijn drieën proberen ze hem te vermoorden. Dit lukt uiteindelijk en ze vluchten van het eiland met een boot. Shogo overlijdt onderweg en Shuya is een van de twee overlevenden.